# Aylesbury United FC
Aylesbury United FC (celým názvem: Aylesbury United Football Club) je anglický fotbalový klub, který sídlí ve městě Aylesbury v nemetropolitním hrabství Buckinghamshire. Založen byl v roce 1897. Od sezóny 2018/19 hraje v Southern Football League Division One Central (8. nejvyšší soutěž). Klubové barvy jsou zelená a bílá.
Své domácí zápasy odehrává ve městě Chesham na stadionu The Meadow (patřící Cheshamu United) s kapacitou 5 000 diváků. Původní domovský stadion Buckingham Road ve městě Aylesbury byl totiž v roce 2006 uzavřen pro svůj havarijní stav.

## Získané trofeje
- Berks & Bucks Senior Cup ( 4× )
  - 1913/14, 1985/86, 1996/97, 1999/00

## Úspěchy v domácích pohárech
Zdroj: 
- FA Cup
  - 3. kolo: 1994/95
- FA Trophy
  - Semifinále: 2002/03
- FA Vase
  - 4. kolo: 1975/76

## Umístění v jednotlivých sezonách
Stručný přehled
Zdroj: 
- 1908–1909: Spartan League (Western Division)
- 1909–1910: Spartan League (Section A)
- 1910–1914: Spartan League
- 1951–1963: Delphian League
- 1963–1968: Athenian League (Division Two)
- 1968–1973: Athenian League (Division One)
- 1973–1976: Athenian League (Division Two)
- 1976–1979: Southern Football League (Division One South)
- 1979–1982: Southern Football League (Southern Division)
- 1982–1985: Southern Football League (Midland Division)
- 1985–1988: Southern Football League (Premier Division)
- 1988–1989: Conference National
- 1989–2000: Isthmian League (Premier Division)
- 2000–2002: Isthmian League (First Division)
- 2002–2004: Isthmian League (Premier Division)
- 2004–2006: Southern Football League (Premier Division)
- 2006–2010: Southern Football League (Division One Midlands)
- 2010–2013: Spartan South Midlands League (Premier Division)
- 2013–2017: Southern Football League (Division One Central)
- 2017–2018: Southern Football League (Division One East)
- 2018– : Southern Football League (Division One Central)

Jednotlivé ročníky
Zdroj: 
Legenda: Z - zápasy, V - výhry, R - remízy, P - porážky, VG - vstřelené góly, OG - obdržené góly, +/- - rozdíl skóre, B - body, červené podbarvení - sestup, zelené podbarvení - postup, fialové podbarvení - reorganizace, změna skupiny či soutěže
| Sezóny  | Liga                                             | Úroveň | Z  | V  | R  | P  | VG  | OG  | +/- | B  | Pozice |
| ------- | ------------------------------------------------ | ------ | -- | -- | -- | -- | --- | --- | --- | -- | ------ |
| 2009/10 | Southern Football League (Division One Midlands) | 8      | 42 | 4  | 6  | 32 | 48  | 133 | -85 | 18 | 22.    |
| 2010/11 | Spartan South Midlands League (Premier Division) | 9      | 44 | 23 | 8  | 13 | 94  | 71  | +23 | 77 | 6.     |
| 2011/12 | Spartan South Midlands League (Premier Division) | 9      | 42 | 25 | 5  | 12 | 96  | 58  | +38 | 80 | 4.     |
| 2012/13 | Spartan South Midlands League (Premier Division) | 9      | 42 | 28 | 10 | 4  | 105 | 42  | +63 | 94 | 2.     |
| 2013/14 | Southern Football League (Division One Central)  | 8      | 42 | 16 | 9  | 17 | 64  | 72  | -8  | 57 | 12.    |
| 2014/15 | Southern Football League (Division One Central)  | 8      | 42 | 15 | 8  | 19 | 66  | 80  | -14 | 53 | 13.    |
| 2015/16 | Southern Football League (Division One Central)  | 8      | 42 | 11 | 7  | 24 | 45  | 81  | -36 | 40 | 19.    |
| 2016/17 | Southern Football League (Division One Central)  | 8      | 42 | 16 | 7  | 19 | 58  | 68  | -10 | 55 | 13.    |
| 2017/18 | Southern Football League (Division One East)     | 8      | 42 | 17 | 4  | 21 | 52  | 73  | -21 | 52 | 13.    |
| 2018/19 | Southern Football League (Division One Central)  | 8      | 38 |    |    |    |     |     |     |    |        |

Poznámky
- 2017/18: Klubu byly z důvodu porušení stanov soutěže odečteny tři body.[2]